# Doblougska priset
Doblougska priset är ett litterärt pris på 200 000 kronor per mottagare (2024) som delas ut av Svenska Akademien för understödjande av svensk och norsk skönlitteratur samt litteraturhistorisk forskning. Priset kommer från en fond för skönlitteratur som den norske affärsmannen och filantropen Birger Dobloug testamenterade till Svenska Akademien. Priset är uppdelat i två delar, en för svenska och en för norska mottagare, och delas ut sedan 1951.

## Pristagare
| År   | Svenska pristagare                    | Norska pristagare                               |
| 1951 | Eyvind Johnson                        | Arnulf Øverland                                 |
| 1952 | Sten Selander                         | Tore Ørjasæter                                  |
| 1953 | Ivar Lo-Johansson                     | Gunnar Reiss-Andersen                           |
| 1954 | Harry Martinson                       | Inge Krokann                                    |
| 1955 | Karl Asplund, Sven Barthel            | Herman Wildenvey                                |
| 1956 | Bertil Malmberg                       | Emil Boyson                                     |
| 1957 | Hans Ruin                             | Tarjei Vesaas                                   |
| 1958 | Artur Lundkvist                       | Johan Falkberget                                |
| 1959 | Gustav Hedenvind-Eriksson             | Aksel Sandemose                                 |
| 1960 | Eyvind Johnson                        | Halldis Moren Vesaas                            |
| 1961 | Sara Lidman                           | Alf Larsen                                      |
| 1962 | Irja Browallius                       | Inger Hagerup                                   |
| 1963 | Lars Ahlin                            | Jan-Magnus Bruheim                              |
| 1964 | Lars Gyllensten                       | Torborg Nedreaas                                |
| 1965 | Fritiof Nilsson Piraten               | Johan Borgen                                    |
| 1966 | Tage Aurell                           | Jakob Sande                                     |
| 1967 | Björn-Erik Höijer                     | Ragnvald Skrede                                 |
| 1968 | Jan Fridegård                         | Rolf Jacobsen                                   |
| 1969 | Sven Lindqvist                        | Olav H. Hauge                                   |
| 1970 | Birgitta Trotzig                      | Kåre Holt                                       |
| 1971 | Sivar Arnér                           | Stein Mehren                                    |
| 1972 | Erik Beckman                          | Hans Børli                                      |
| 1973 | Ivar Lo-Johansson                     | Øivind Bolstad                                  |
| 1974 | Per-Erik Rundquist                    | Jens Bjørneboe                                  |
| 1975 | Tora Dahl                             | Ragnhild Magerøy                                |
| 1976 | Sven Barthel                          | Sigbjørn Hølmebakk                              |
| 1977 | Margareta Ekström                     | Åsta Holth                                      |
| 1978 | Tore Zetterholm                       | Harald Sverdrup                                 |
| 1979 | Maria Gripe                           | Nils Johan Rud                                  |
| 1980 | Sven Fagerberg                        | Magnhild Haalke                                 |
| 1981 | Gunnar E. Sandgren                    | Paal Brekke                                     |
| 1982 | P.C. Jersild                          | Gunvor Hofmo                                    |
| 1983 | Sandro Key-Åberg                      | Marie Takvam                                    |
| 1984 | Sven Rosendahl                        | Astrid Hjertenæs Andersen                       |
| 1985 | Bengt Anderberg, Sara Lidman          | Arnljot Eggen, Bergljot Hobæk Haff              |
| 1986 | Lars Ardelius, Carl-Henning Wijkmark  | Finn Carling, Knut Hauge                        |
| 1987 | Carl-Göran Ekerwald, Torgny Lindgren  | Paal-Helge Haugen                               |
| 1988 | Per Olov Enquist, Göran Sonnevi       | Edvard Hoem, Jan Erik Vold                      |
| 1989 | Birger Norman                         | Eldrid Lunden, Åge Rønning                      |
| 1990 | Sigrid Combüchen, Georg Klein         | Johannes Heggland, Cecilie Løveid               |
| 1991 | Hans O. Granlid, Agneta Pleijel       | Torill Thorstad Hauger, Kjell Erik Vindtorn     |
| 1992 | Tobias Berggren, Göran Printz-Påhlson | Arnold Eidslott, Øystein Lønn                   |
| 1993 | Madeleine Gustafsson, Anna Westberg   | Lars Saabye Christensen, Kolbein Falkeid        |
| 1994 | Bertil Romberg, Eva Runefelt          | Inger Elisabeth Hansen, Tor Åge Bringsværd      |
| 1995 | Per Agne Erkelius, Rita Tornborg      | Kjell Askildsen, Tor Ulven                      |
| 1996 | Inger Edelfeldt, Lennart Sjögren      | Dag Solstad, Wera Sæther                        |
| 1997 | Christer Eriksson, Stig Larsson       | Kjartan Fløgstad, Lars Amund Vaage              |
| 1998 | Klas Östergren, Ulf Eriksson          | Ola Bauer, Karsten Alnæs                        |
| 1999 | Kristina Lugn, Ole Söderström         | Åse-Marie Nesse, Jon Fosse                      |
| 2000 | Louise Ekelund, Per Odensten          | Jan Kjærstad, Einar Økland                      |
| 2001 | Birgitta Lillpers, Magnus Florin      | Svein Jarvoll, Thorvald Steen                   |
| 2002 | Anne-Marie Berglund, Claes Hylinger   | Erling Kittelsen, Hanne Ørstavik                |
| 2003 | Mare Kandre, Anders Palm              | Bjørn Aamodt, Rune Christiansen                 |
| 2004 | Ann Jäderlund, Björn Ranelid          | Trude Marstein, Marit Tusvik                    |
| 2005 | Lars Lönnroth, Steve Sem-Sandberg     | Hans Herbjørnsrud, Tone Hødnebø                 |
| 2006 | Carl Fehrman, Carola Hansson          | Hanne Bramness, Karin Gundersen                 |
| 2007 | Lars Furuland, Elisabeth Rynell       | Arvid Torgeir Lie, Jan Jakob Tønseth            |
| 2008 | Johan Cullberg, Niklas Rådström       | Merethe Lindstrøm, Ragnar Hovland               |
| 2009 | Ellen Mattson, Ingela Strandberg      | Thure Erik Lund, Gunnhild Øyehaug               |
| 2010 | Martin Kylhammar, Bruno K. Öijer      | Arild Stubhaug, Øyvind Rimbereid                |
| 2011 | Gunnar Harding, Daniel Hjorth         | Knut Ødegård, Beate Grimsrud                    |
| 2012 | Helena Eriksson, Magnus Dahlström     | Ellen Einan, Roy Jacobsen                       |
| 2013 | Sara Stridsberg, Lars Jakobson        | Karin Moe, Torgeir Rebolledo Pedersen           |
| 2014 | Carl-Johan Malmberg, Björn Meidal     | Britt Karin Larsen, Torild Wardenær             |
| 2015 | Peter Cornell, Ylva Eggehorn          | Kjersti Annesdatter Skomsvold, Ole Robert Sunde |
| 2016 | Kristina Sandberg, Mirja Unge         | Inghill Johansen, Per Petterson                 |
| 2017 | Theodor Kallifatides, Ulf Lundell     | Steinar Opstad, Linn Ullmann                    |
| 2018 | Johannes Anyuru, Ida Börjel           | Vigdis Hjorth, Helge Torvund                    |
| 2019 | Ernst Brunner, Carin Franzén          | Johan Harstad, Olaug Nilssen                    |
| 2020 | Lars Andersson, Peter Handberg        | Carl Frode Tiller, Nils Christian Moe-Repstad   |
| 2021 | Arne Johnsson, Staffan Söderblom      | Kjartan Hatløy, Mona Høvring                    |
| 2022 | Per Odensten, Anna-Karin Palm         | Victoria Kielland, Lars Mytting                 |
| 2023 | Krister Gustavsson, Kerstin Norborg   | Brit Bildøen, Gunnar Wærness                    |
| 2024 | Jörgen Lind och Tony Samuelsson       | Ingvild H. Rishøi, Laila Stien                  |

## Pristagare i urval

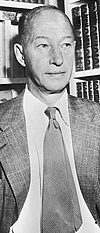
Eyvind Johnson, pristagare 1951
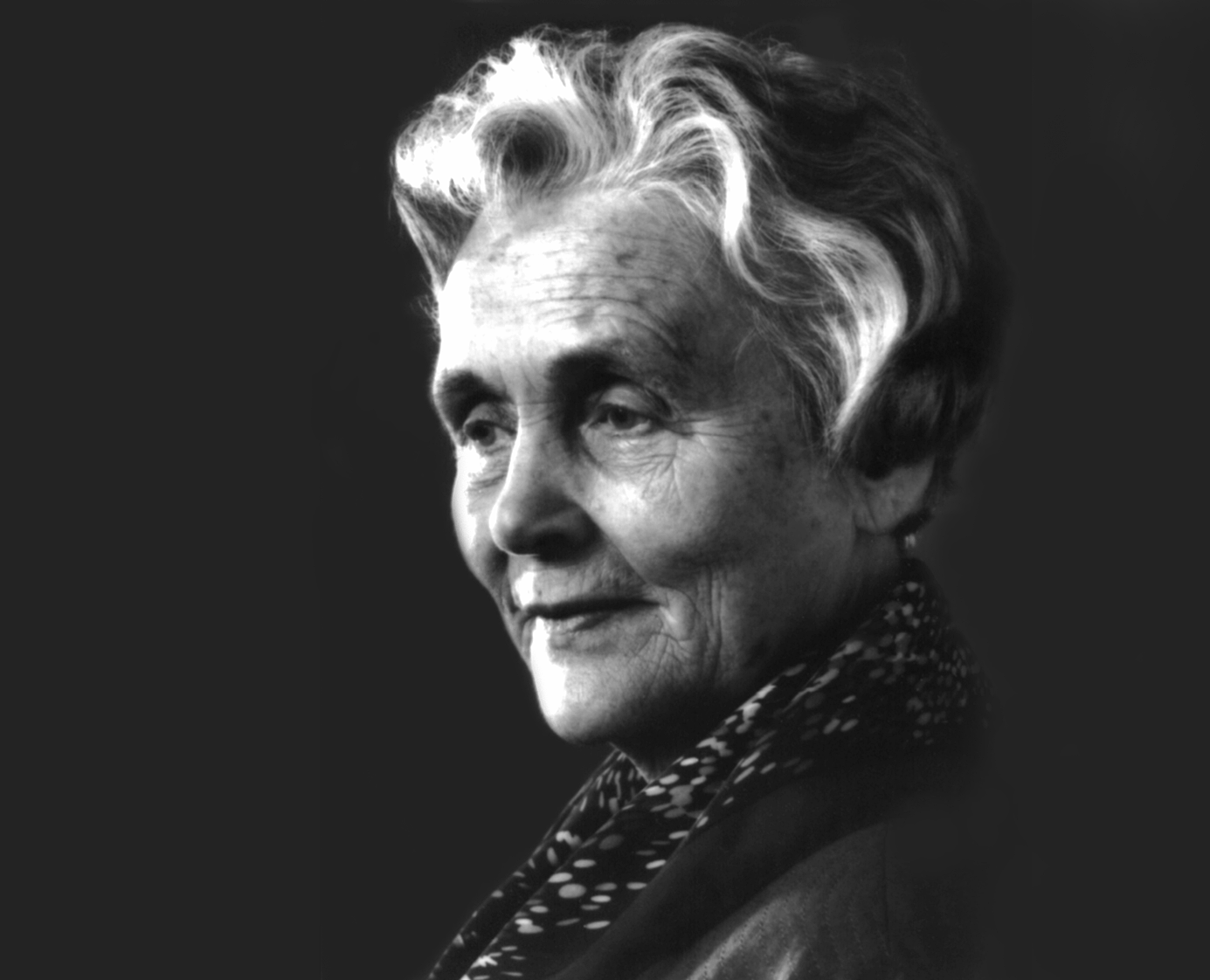
Halldis Moren Vesaas, pristagare 1960
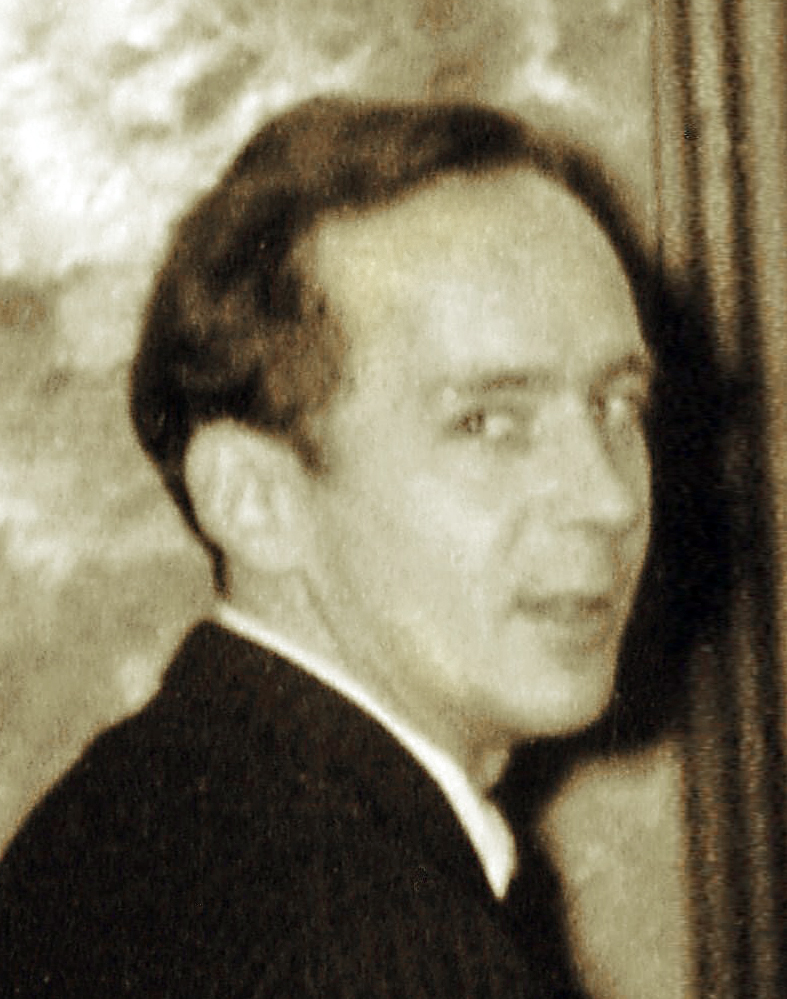
Lars Gyllensten, pristagare 1964
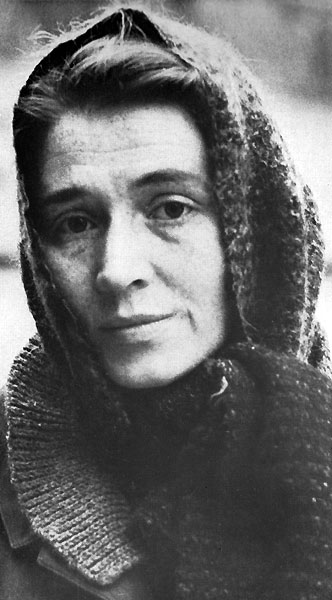
Birgitta Trotzig, pristagare 1970
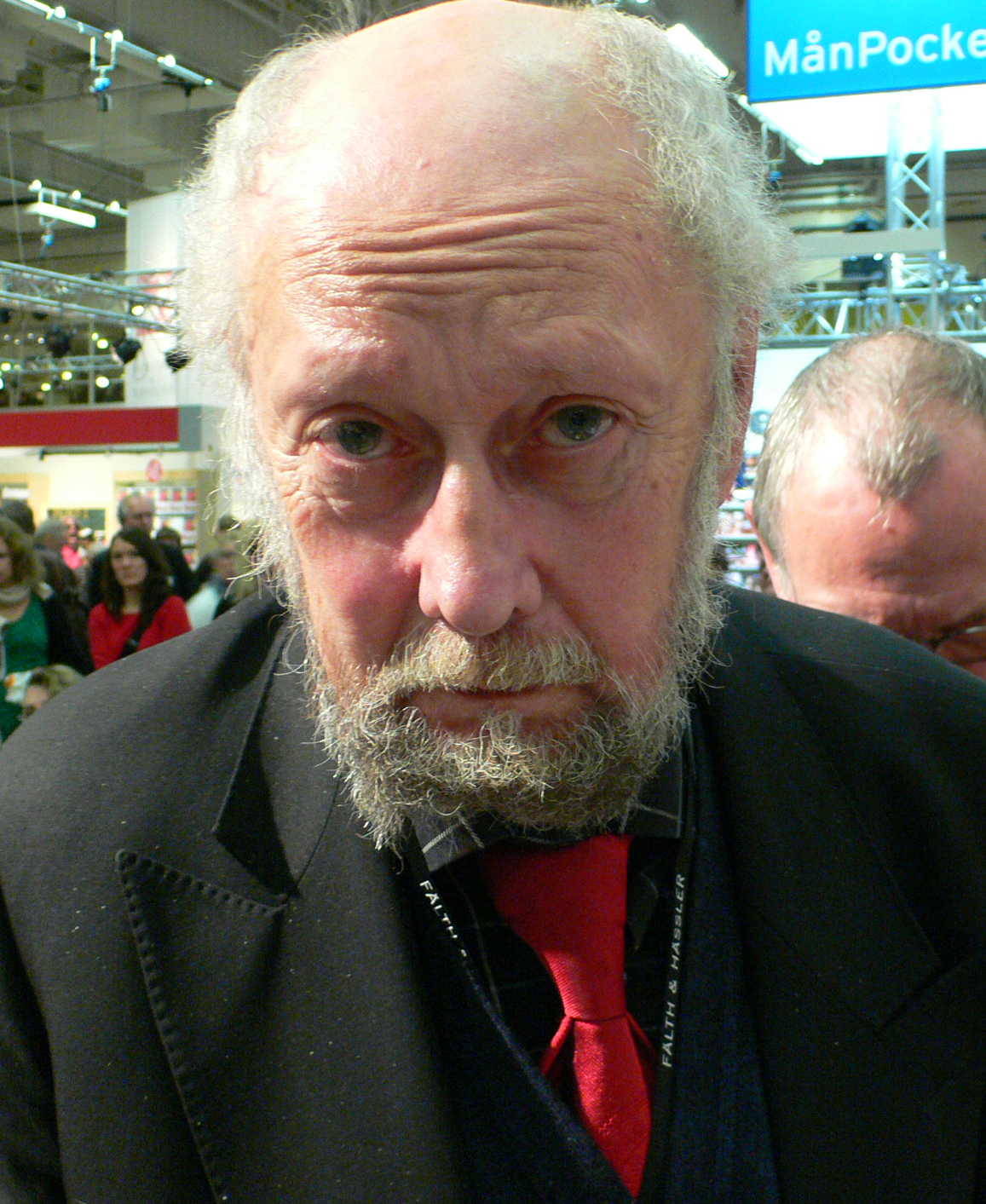
Torgny Lindgren, pristagare 1987
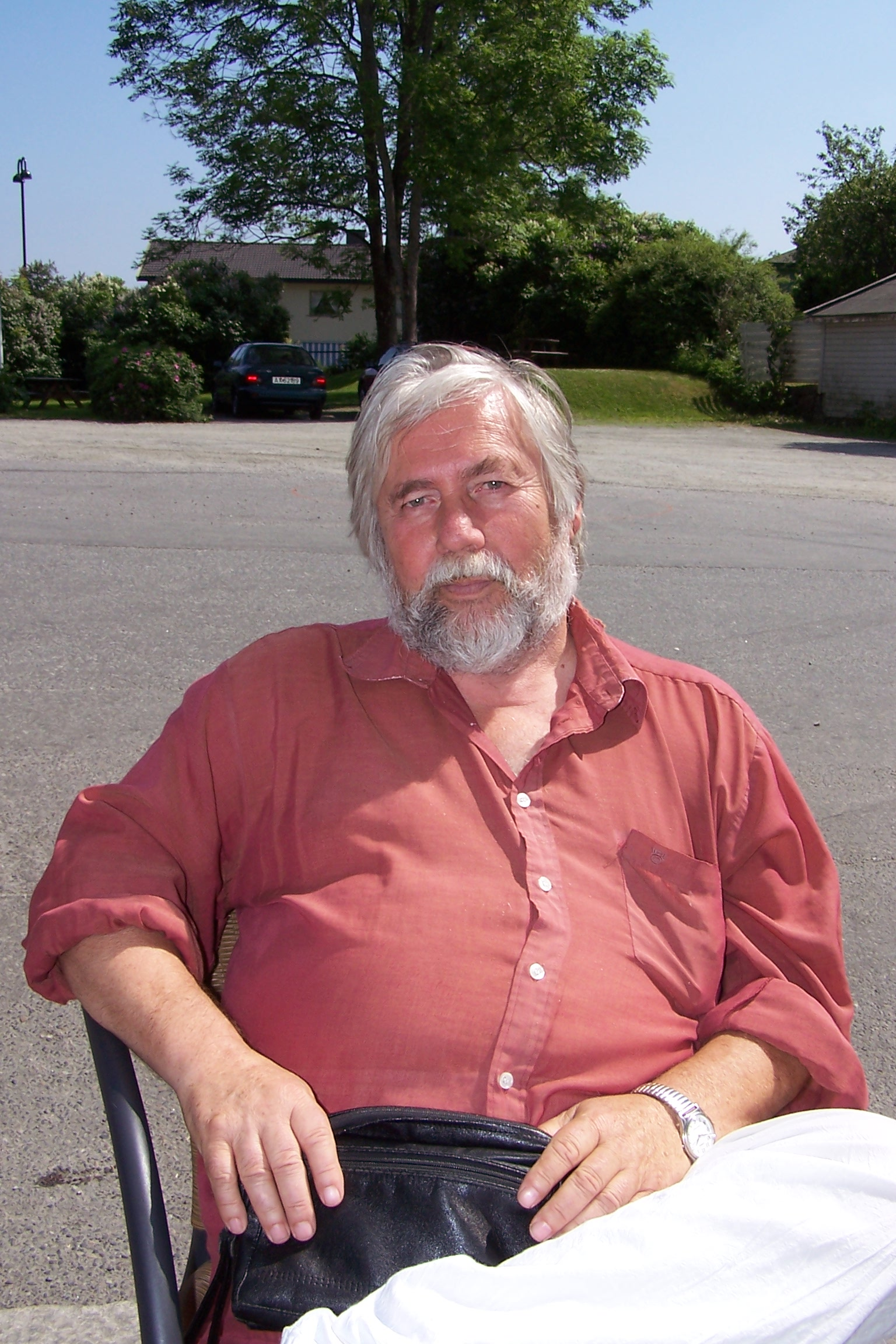
Tor Åge Bringsværd, pristagare 1994
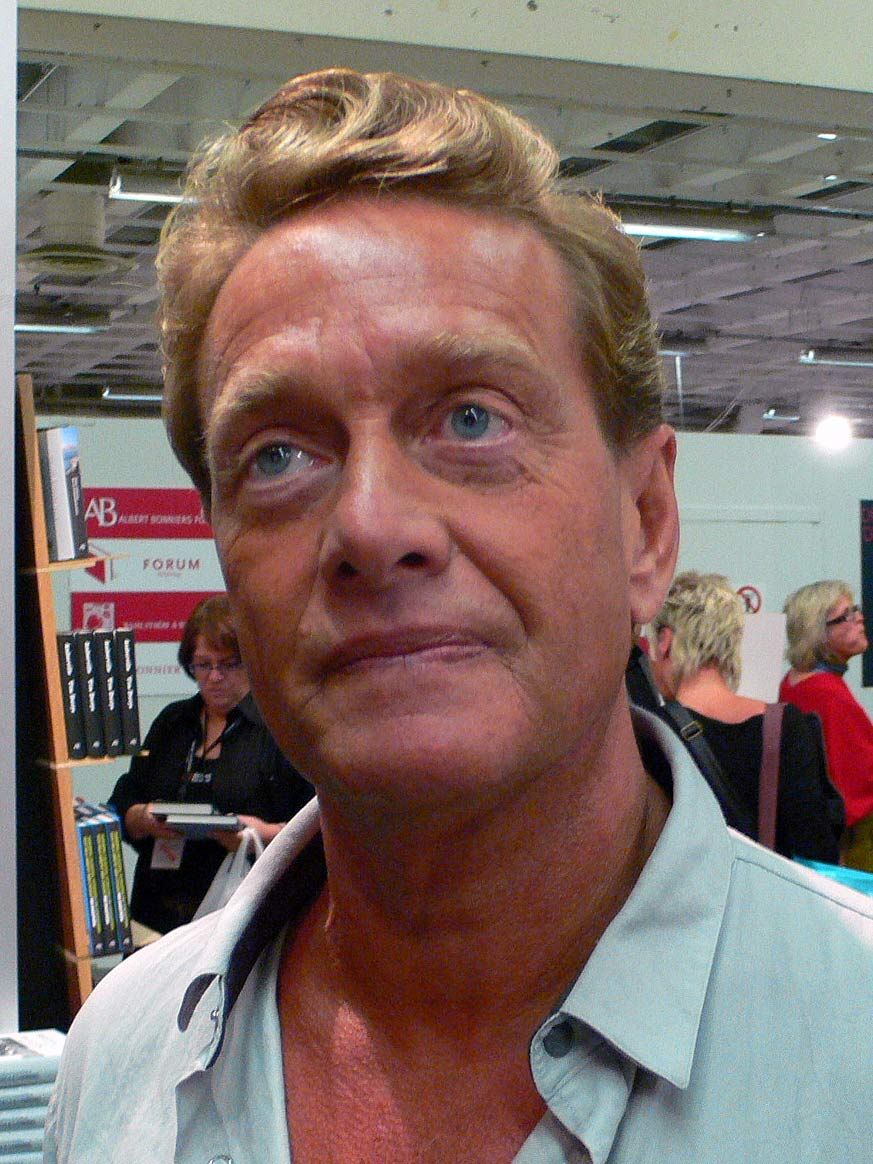
Björn Ranelid, pristagare 2004

### Uppslagsverk
- Doblougska priset i Nationalencyklopedins webbupplaga.

### Fotnoter
1. ↑  ”Doblougska priset”. Svenska Akademien. Arkiverad från originalet den 8 september 2011. https://web.archive.org/web/20110908075627/http://www.svenskaakademien.se/information/pressinformation/2011/doblougska_priset_4. Läst 27 maj 2012.
2. ↑  Svenska Akademien (1 juni 2022). ”Doblougska priset”. Pressmeddelande.  Läst 25 juni 2022.
3. ↑  Svenska Akademien (23 maj 2023). ”Doblougska priset”. Pressmeddelande.  Läst 24 maj 2023.
4. ↑  ”Doblougska priset”. www.svenskaakademien.se. https://www.svenskaakademien.se/press/doblougska-priset-2024. Läst 8 november 2024.